# AN/AWG-9

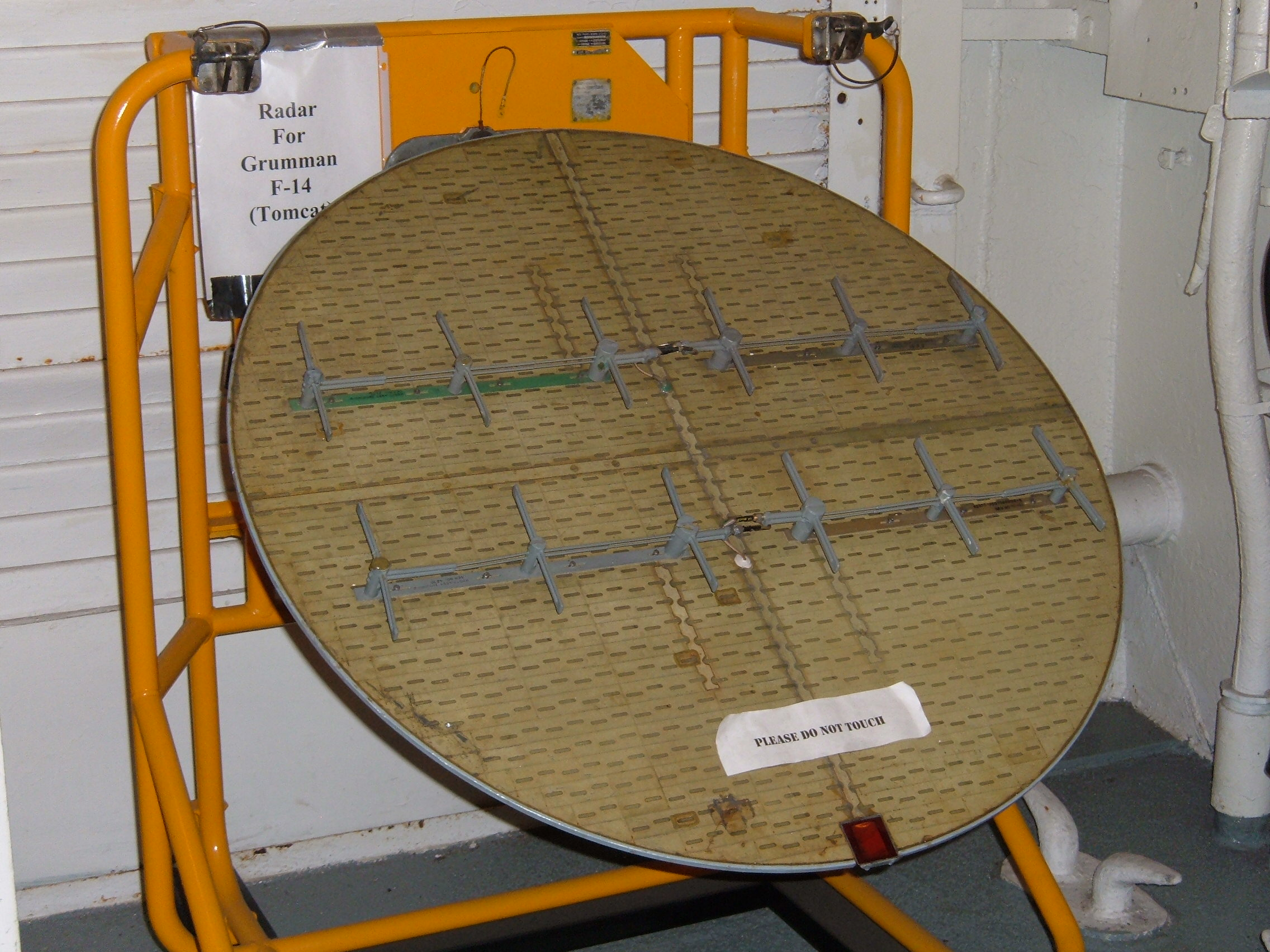
Radar del F-14 Tomcat

Los radares AN/AWG-9 y AN/APG-71 son sistemas de radar Doppler de pulsos de banda X multimodo para todo clima, utilizados en el Grumman F-14 Tomcat, y también probados en TA-3B. Es un sistema de aire a aire de muy largo alcance con la capacidad de guiar varios misiles AIM-54 Phoenix o AIM-120 AMRAAM al mismo tiempo utilizando su trayectoria en el modo de escaneo. La principal diferencia entre el AWG-9 y el APG-71 es el reemplazo de la computadora analógica del primero por una computadora completamente digital. Tanto el AWG-9 como el APG-71 fueron diseñados y fabricados por Hughes Aircraft; El soporte del contratista ahora es proporcionado por Raytheon. El AWG-9 se desarrolló originalmente para el programa Naval F-111B fallido.
El AN/AWG-9 ofrece una variedad de modos aire-aire que incluyen búsqueda de velocidad de radar de onda continua de largo alcance, búsqueda de rango mientras está en el rango más corto, y el primer uso de un modo de rastreo en tiempo real de vuelo con la capacidad de rastrear hasta 24 objetivos en el aire, mostrar 18 de ellos en las pantallas de la cabina y lanzar contra 6 de ellos al mismo tiempo. Esta función fue diseñada originalmente para permitir que Tomcat derribara formaciones de bombarderos a larga distancia.

## AN/AWG-9
El AWG-9 fue el resultado de una serie de programas de la Armada para construir lo que se conoció como un "luchador de defensa de la flota"; un avión armado con radares y misiles de muy largo alcance que podrían atacar formaciones de aviones enemigos lejos de los portaaviones. Su primer intento fue el F6D Missileer, que combinó el radar doppler de pulso AN/APQ-81 de Westinghouse con el misil Bendix AAM-N-10 Eagle. El Missileer era un avión relativamente simple, y cuando los planificadores expresaron dudas sobre su capacidad para sobrevivir después de disparar sus misiles, el Missileer fue cancelado y la Marina comenzó a buscar alternativas de mayor rendimiento.
Al mismo tiempo, la Fuerza Aérea de los Estados Unidos había estado trabajando en un proyecto interceptor de largo alcance similar, el XF-108 Rapier. El Rapier tuvo un rendimiento mucho mejor que el Missileer, aunque su radar AN/ASG-18 y su arma principal el AIM-47 Falcon, ambos de Hughes, fueron algo menos avanzados que sus homólogos de la Marina. Todo el sistema también era muy costoso, y el Rapier fue cancelado, reemplazado por el Lockheed YF-12, que es un poco menos costoso, adaptado del avión espía Lockheed A-12. Este proyecto también se canceló debido a que la amenaza estratégica se trasladó de los bombarderos a los ICBM.
Lo mismo no sucedió con la Armada, donde la amenaza seguía siendo un avión tripulado y los primeros misiles antiaéreos. Hughes sugirió que el AN/ASG-18 y el AIM-47 podrían adaptarse para la Armada en forma ligeramente modificada, agregando capacidad de rastreo adicional al tiempo que reduce el tamaño de la antena del radar a un tamaño más adecuado para los aviones de transporte. El resultado fue el radar AN/AWG-9 y el misil AIM-54 Phoenix.
Todo lo que se necesitaba era un fuselaje adecuado, lo que llevó a la participación de la Marina en el programa F-111B. Aunque los sistemas de radar y misiles empezaron a madurar (después de casi una década en este momento), el F-111B demostró tener una sobrepeso considerable y un rendimiento marginal, especialmente en situaciones de falta de motor. Al mismo tiempo, el combate del mundo real sobre Vietnam estaba demostrando que la idea del caza de misiles no era viable, y cualquier diseño de combate tendría que ser capaz de luchar con armas, que el F-111 simplemente no era adecuado. a. Esto no debería ser sorprendente, dada la génesis del F-111 como un bombardero táctico e interdictor.
Después de muchos años en desarrollo y discutiendo con el Congreso, la Marina finalmente comenzó a desarrollar un nuevo avión específicamente diseñado para sus necesidades. El nuevo avión surgió como el F-14, armado con el mismo equipo AWG-9/AIM-54 originalmente destinado para el F-111B. En el F-14, el AWG-9 era más capaz, y su sistema doppler le permite tener capacidades de mirar hacia abajo y tirar hacia abajo. La capacidad de rastreo en tiempo real es proporcionada por un microprocesador Intel 8080 de 8 bits; La programación se realiza utilizando un código de ensamblaje de 8 bits.
Hughes entregó suficientes sistemas AWG-9 y repuestos para equipar aproximadamente 600 aviones F-14A/B para la Armada, y 80 aviones adicionales para la Fuerza Aérea Iraní. Todos los sistemas de la Marina han sido retirados; Algunos de los sistemas iraníes todavía están en servicio.

## AN/APG-71
El APG-71 fue una actualización de la década de 1980 del AWG-9 para su uso en el F-14D. Incorpora tecnología y módulos comunes desarrollados para el radar APG-70 utilizado en el F-15E Strike Eagle, que proporciona mejoras significativas en la velocidad de procesamiento (digital), flexibilidad de modo, rechazo de desorden y rango de detección. El sistema cuenta con una antena de lóbulo lateral lateral inferior, un canal de protección de supresión de lóbulos laterales y un seguimiento de ángulo monopulso; todos los cuales están destinados a hacer que el radar sea menos vulnerable a las interferencias.
El sistema en sí mismo es capaz de alcanzar un rango de 460 millas (740 km), pero el diseño de la antena limita esto a solo 230 millas (370 km). El uso de datos vinculados a datos permite que dos o más F-14D operen el sistema en su rango máximo.
Hughes entregó suficientes radares APG-71 y repuestos para equipar 55 F-14D antes de que el programa fuera reducido como una medida de reducción de costos y finalmente se cancelara. El F-14 se retiró oficialmente del servicio de la Marina de los Estados Unidos el 22 de septiembre de 2006, y el último vuelo se realizó el 4 de octubre de 2006.
- Datos: Q3416349
- Multimedia: AN/AWG-9 / Q3416349